# مجمع المصلى
مجمع المصلى (المعروف أيضاً باسم مجمع مصلَّح، أو مصلى جوهر شاد)، هو مجمع ديني إسلامي كبير سابق يقع في مدينة هراة غرب أفغانستان. مجمع القرن الخامس عشر المدمر اليوم. تتألف الأطلال المعقدة من مآذن مصلح الخمسة الضخمة التي يبلغ طولها 55 متراً (180 قدماً) في هراة، وأضرحة مير علي شير نافاي، وحسين بايكارا، وأطلال مسجد كبير ومباني المدارس الإسلامية. وقد بني هذا المجمع في عام 1417 من الملكة جهارشاد بيجوم، زوجة الحاكم شاه رخ بن تيمورلنك الذي أنشأ هيرات عاصمة الدولة التيمورية.

## التاريخ
يُعتقد أنه تم بناء مدرسة في عام 1417 وبناء مسجد فيه عام 1426.ويرجح أنه تم بناء مدرسة سلطان حسين حوالي عام 1493 (898 هـ). يحتوي الموقع على نماذج من العمارة التيمورية على الرغم من أنها تعرضت لأضرار بالغة، أولاً بنيران المدفعية في عام 1863، ثم خلال حادثة بانجدة عام 1885 عندما تم تدمير معظم الأنقاض في محاولة لمنع استخدامها كقاعدة من قبل الجيش الروسي. وأخيراً، أدى زلزال عام 1932 إلى تدمير اثنين من مآذن المساجد الأربعة.
لفت الموقع انتباه الأوروبيين عندما زاروه وصوروه في الثلاثينات من كتاب السفر روبرت بايرون وأنيماري شوارزنباخ. يذكر كتاب بايرون "The Road to Oxiana" المآذن ويناقش تاريخ تيمور.

## المحافظة عليه
تم تنفيذ بعض أعمال الحفاظ الطارئ في الموقع في عام 2001 والتي شملت بناء جدران واقية حول ضريح جوهر شاد وسلطان حسين، وإصلاح مئذنة ما تبقى من مدرسة جوهر شاد، وإعادة زراعة حديقة الضريح.

## معرض الصور

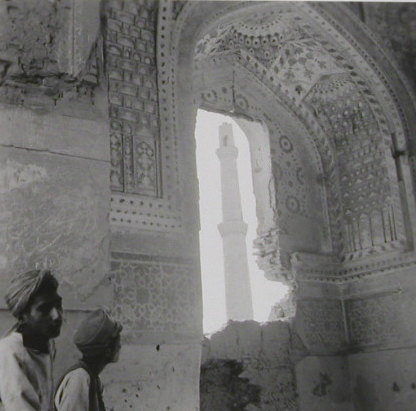
الصورة من تصوير آن ماري شوارزنباخ، عام 1939.
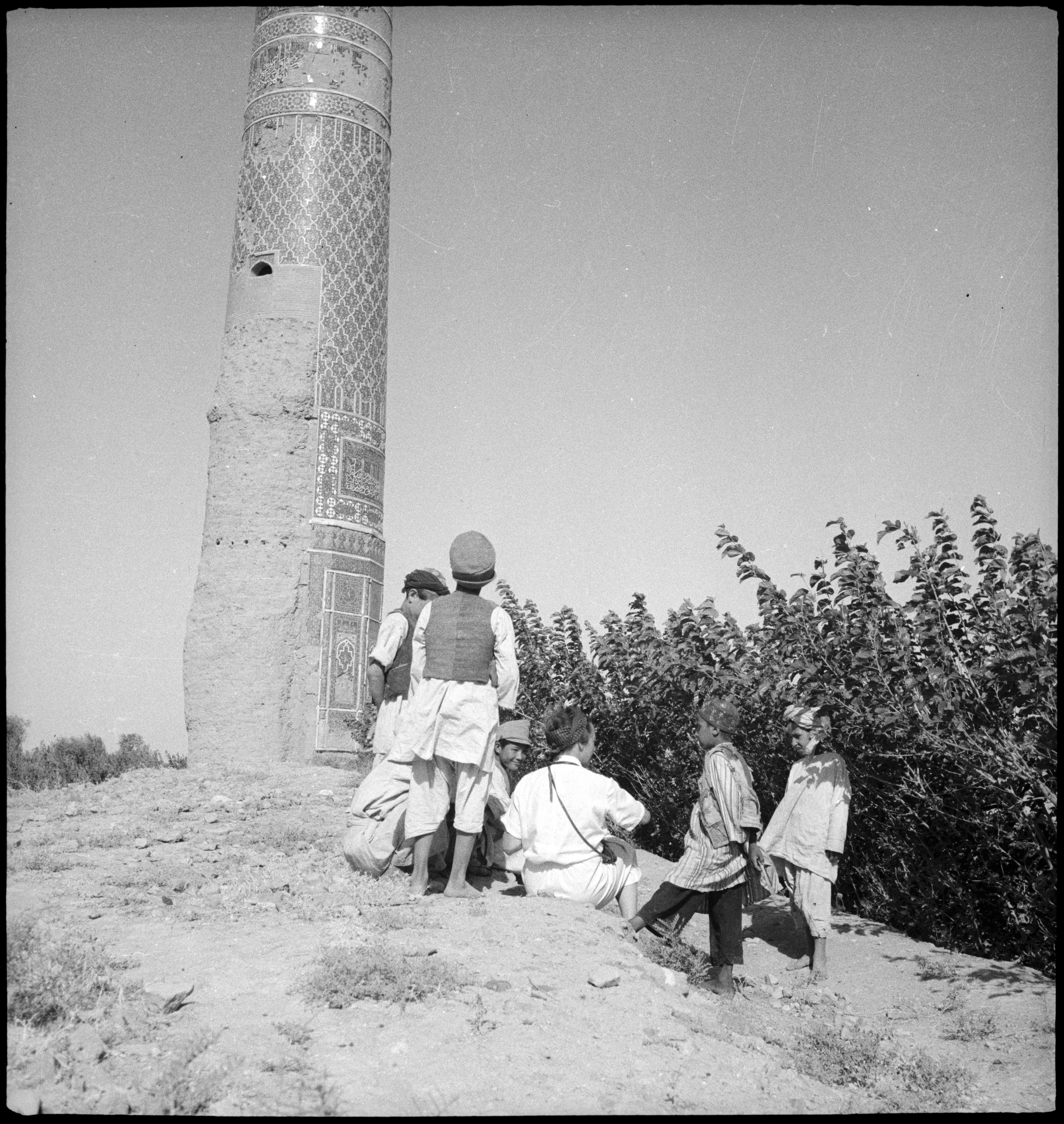
الصورة من تصوير آن ماري شوارزنباخ، عام 1939.
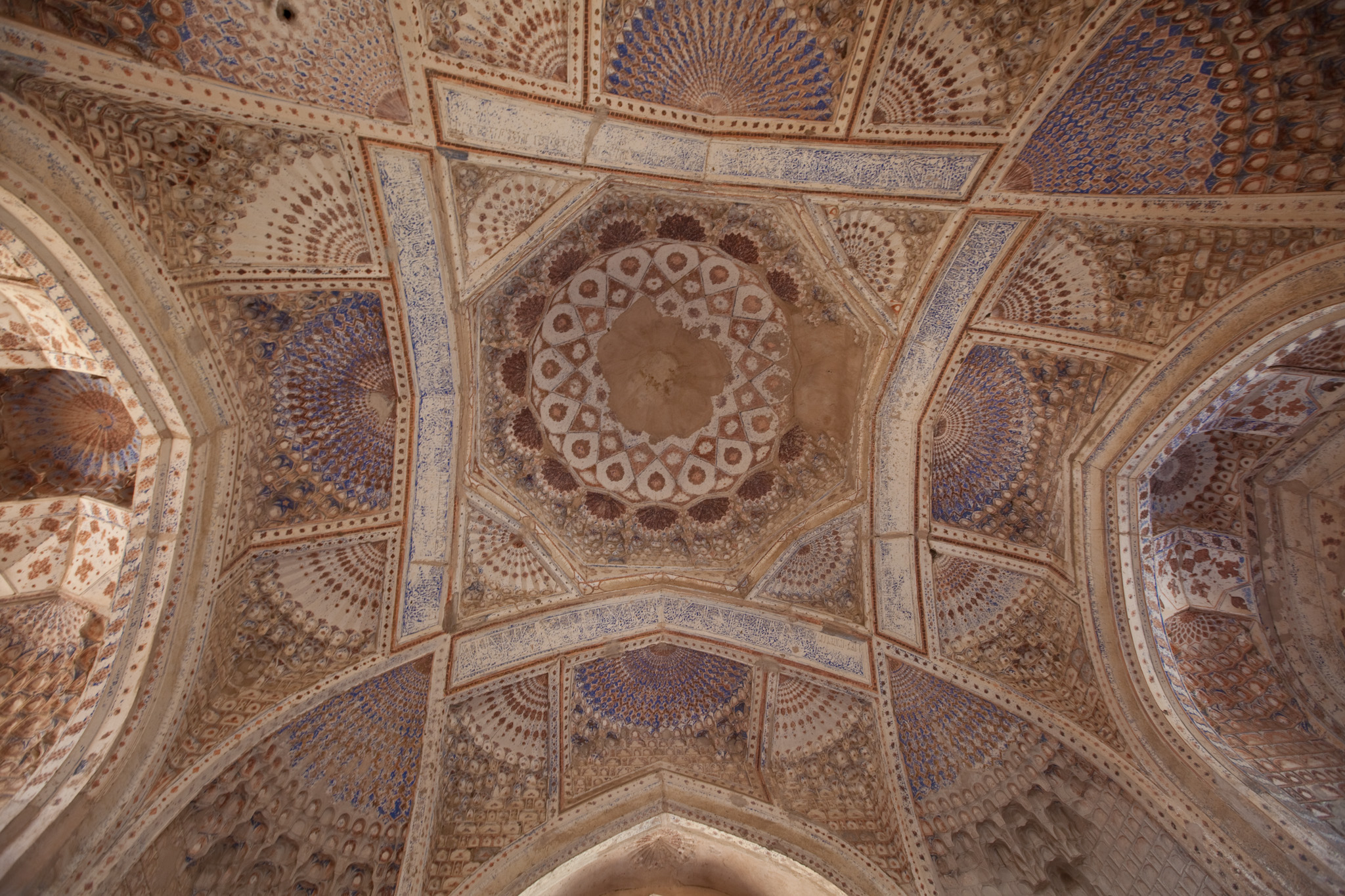
2009
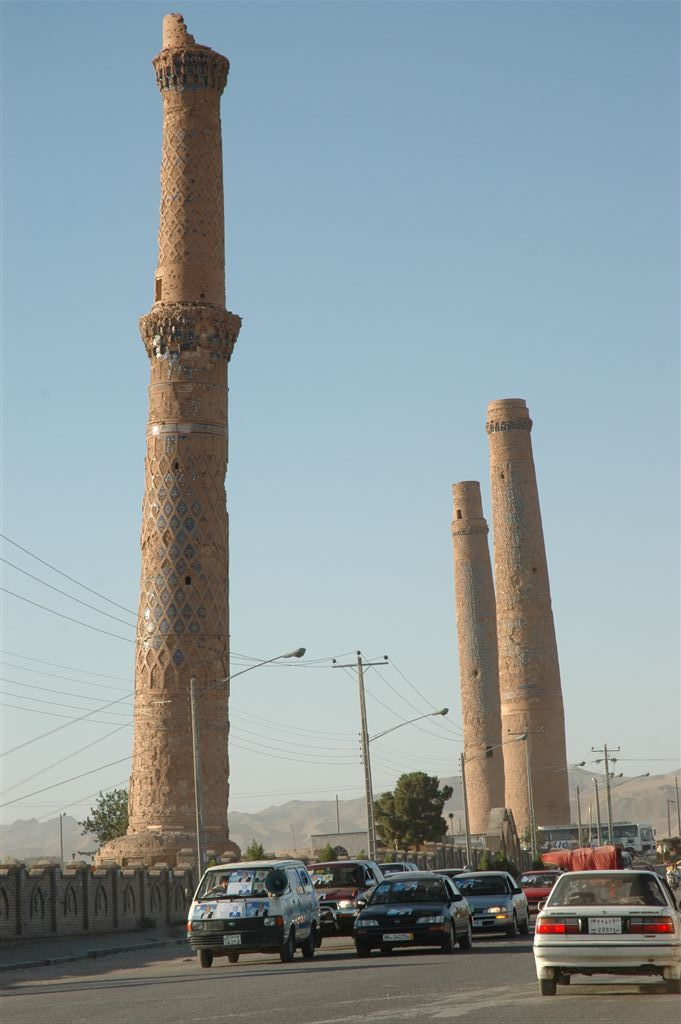
حركة المرور بالقرب من الموقع.
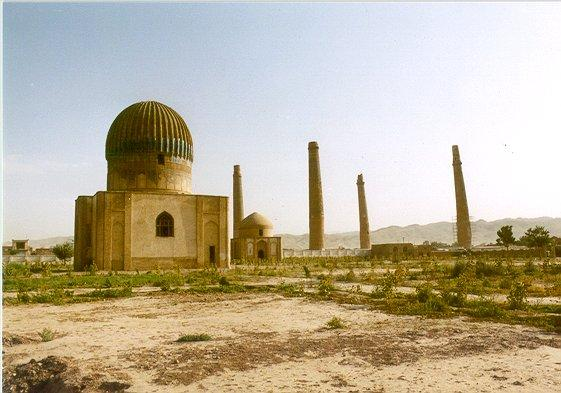
ضريح جوهر شاد.
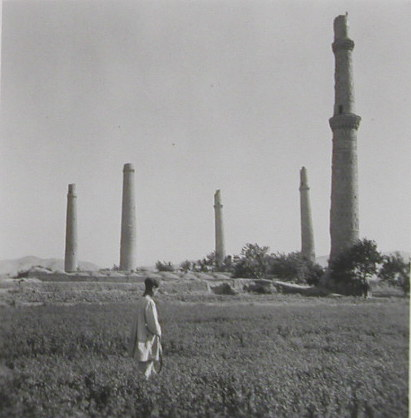
المآذن المتبقية في 1939-1940.
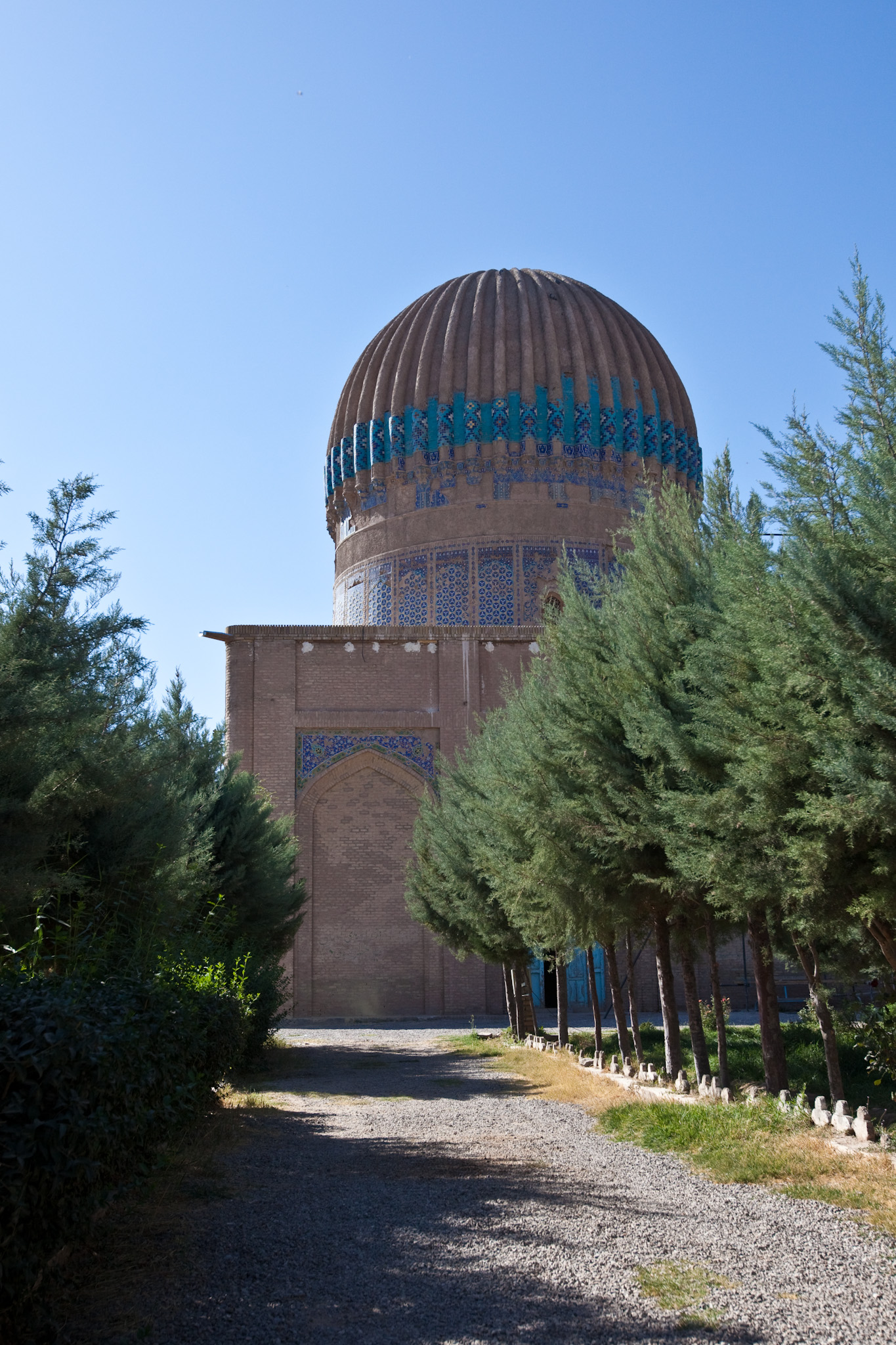
ضريح في عام 2009.
حانات نباتية بالقرب من الأنقاض في عام 2009.
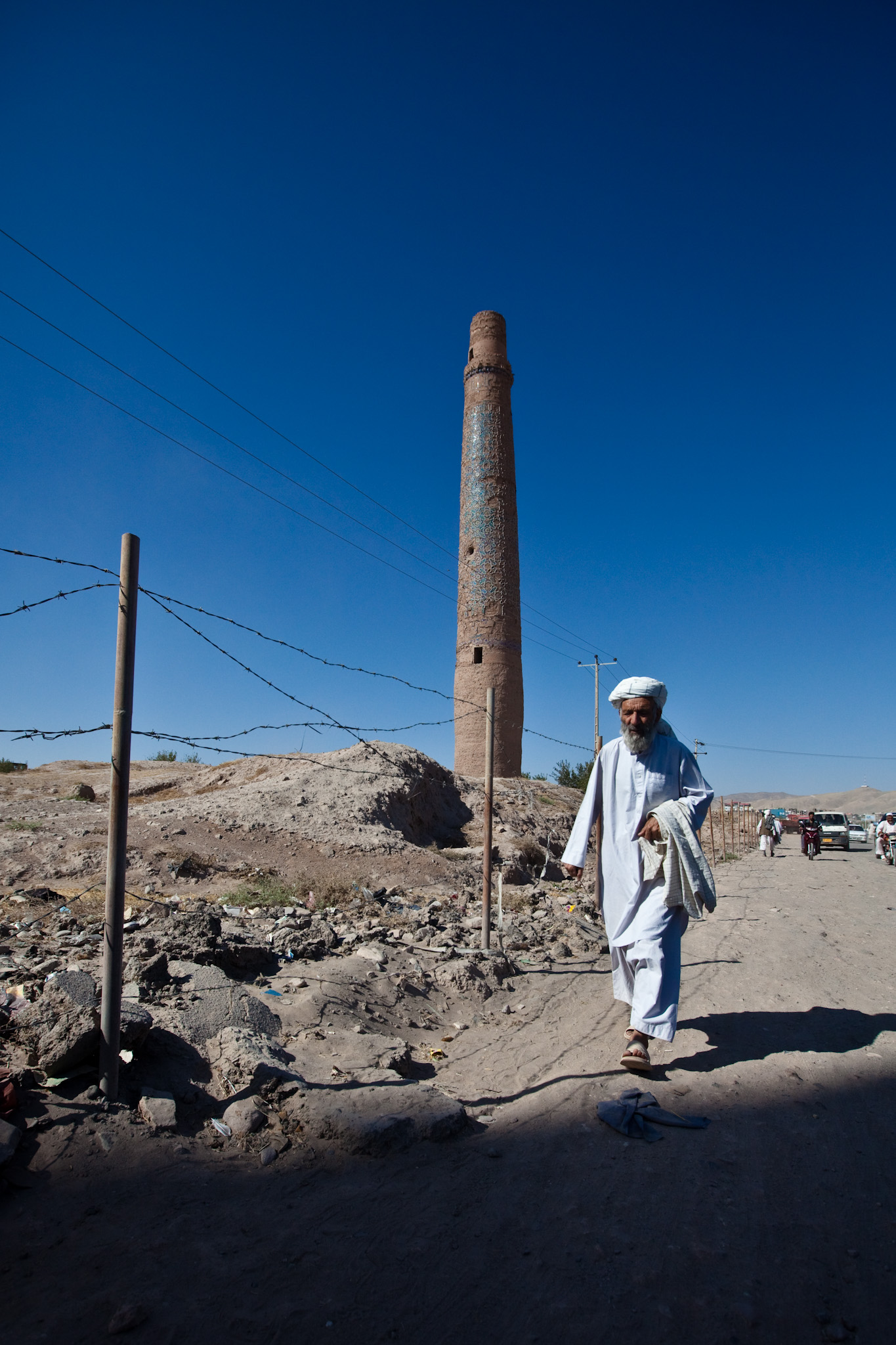
مئذنة في عام 2009.
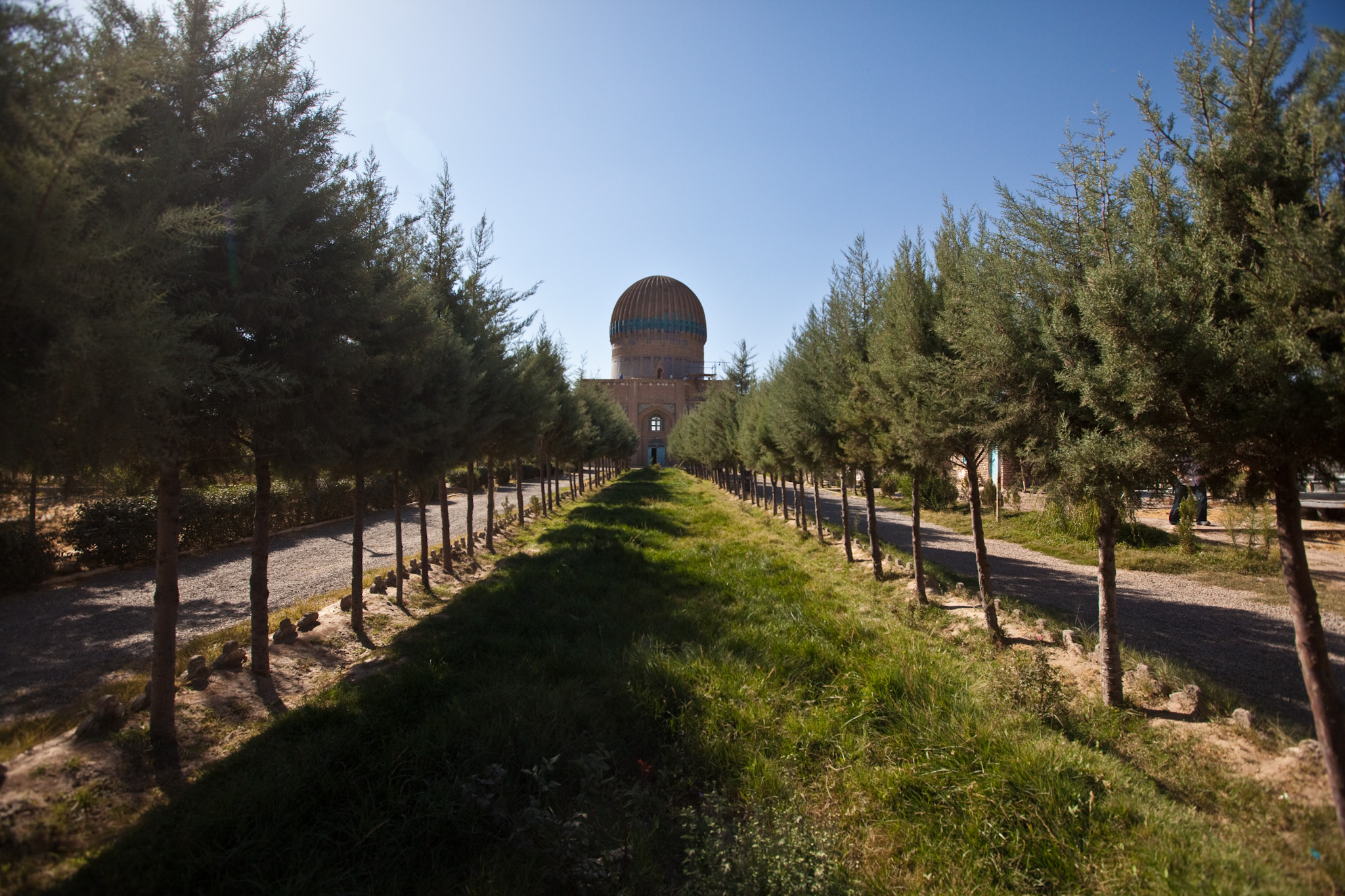
أشجار جديدة أعيد زراعتها في حديقة المجمع في عام 2009.
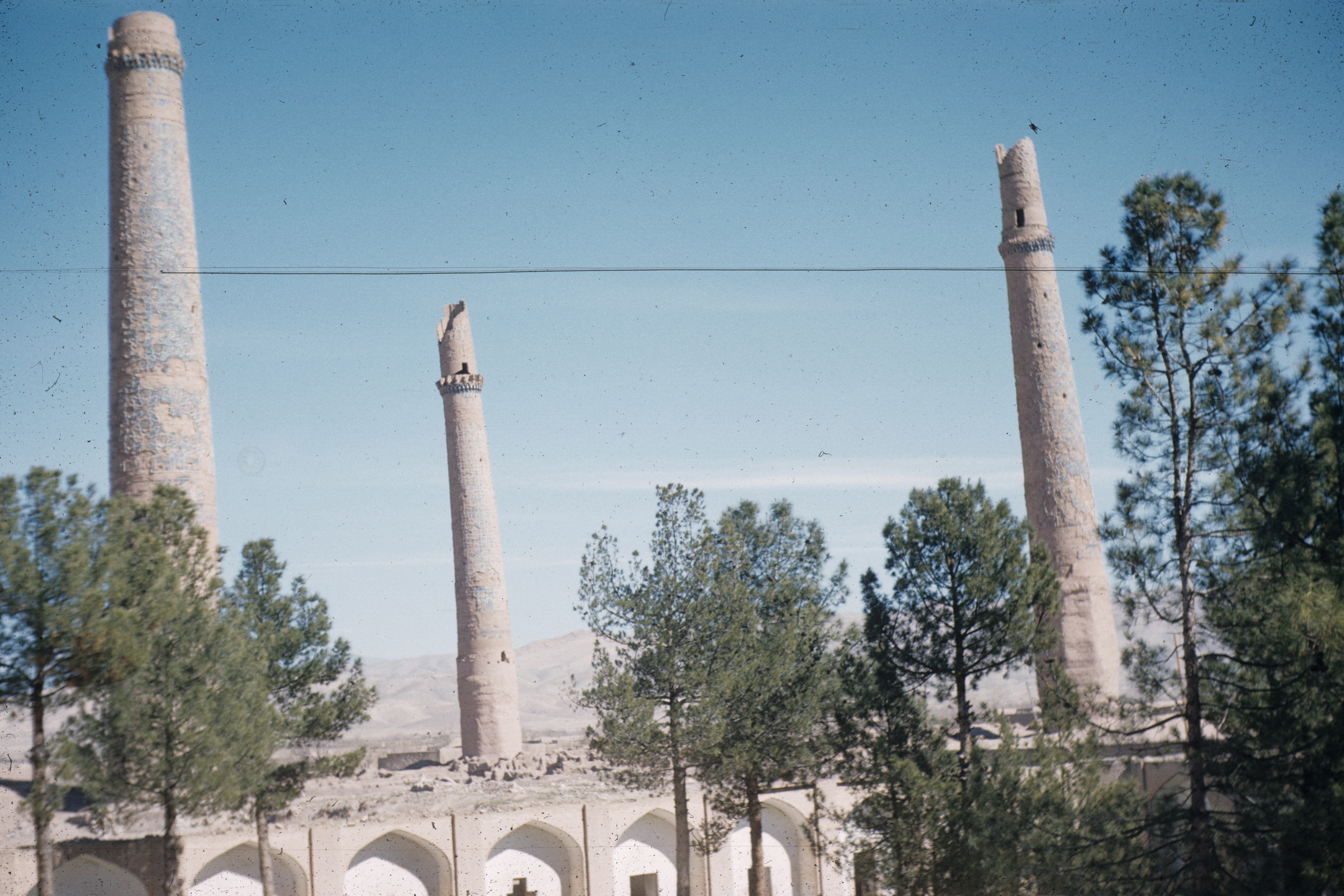
مئذنة في عام 1962.
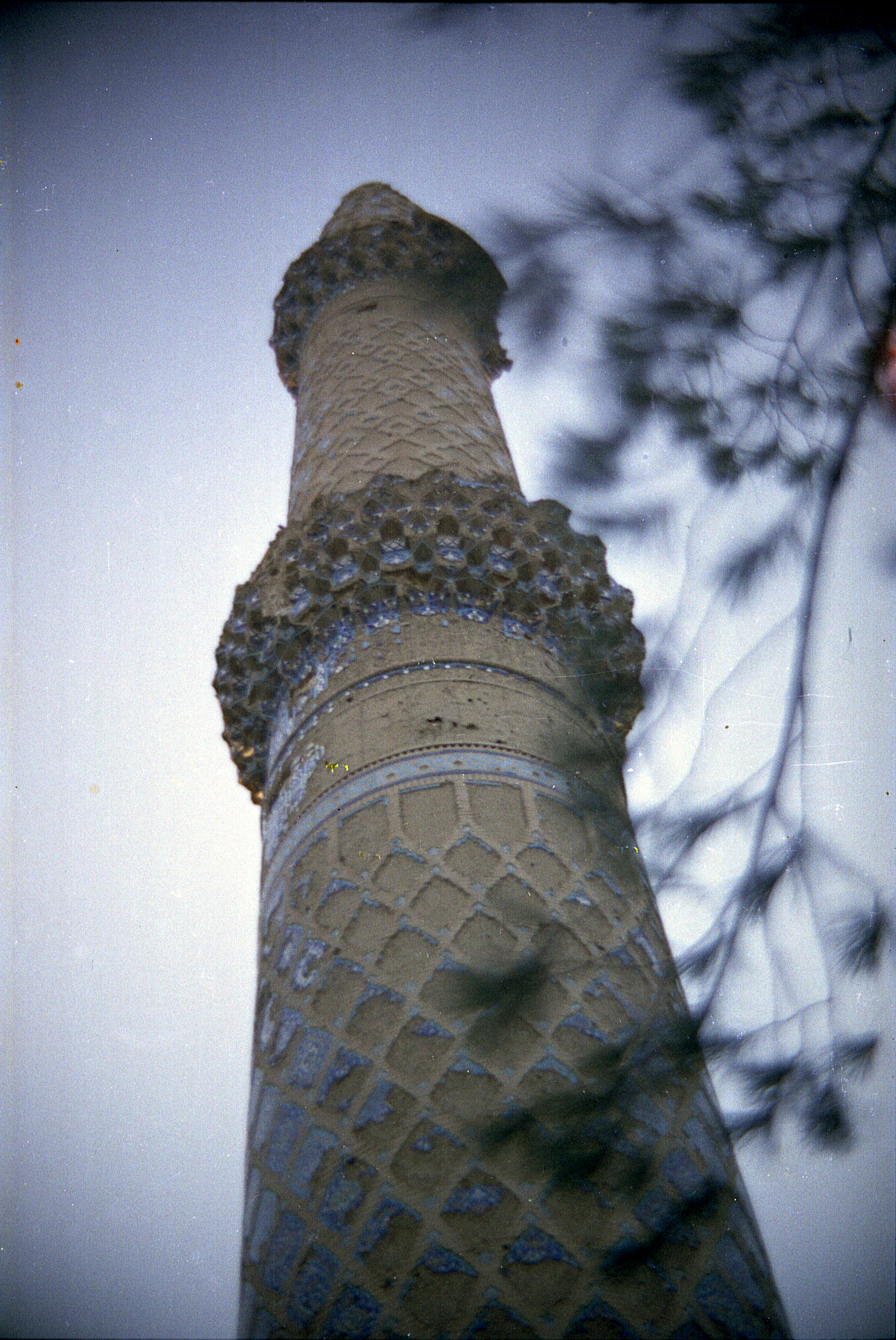
مئذنة في عام 1969.
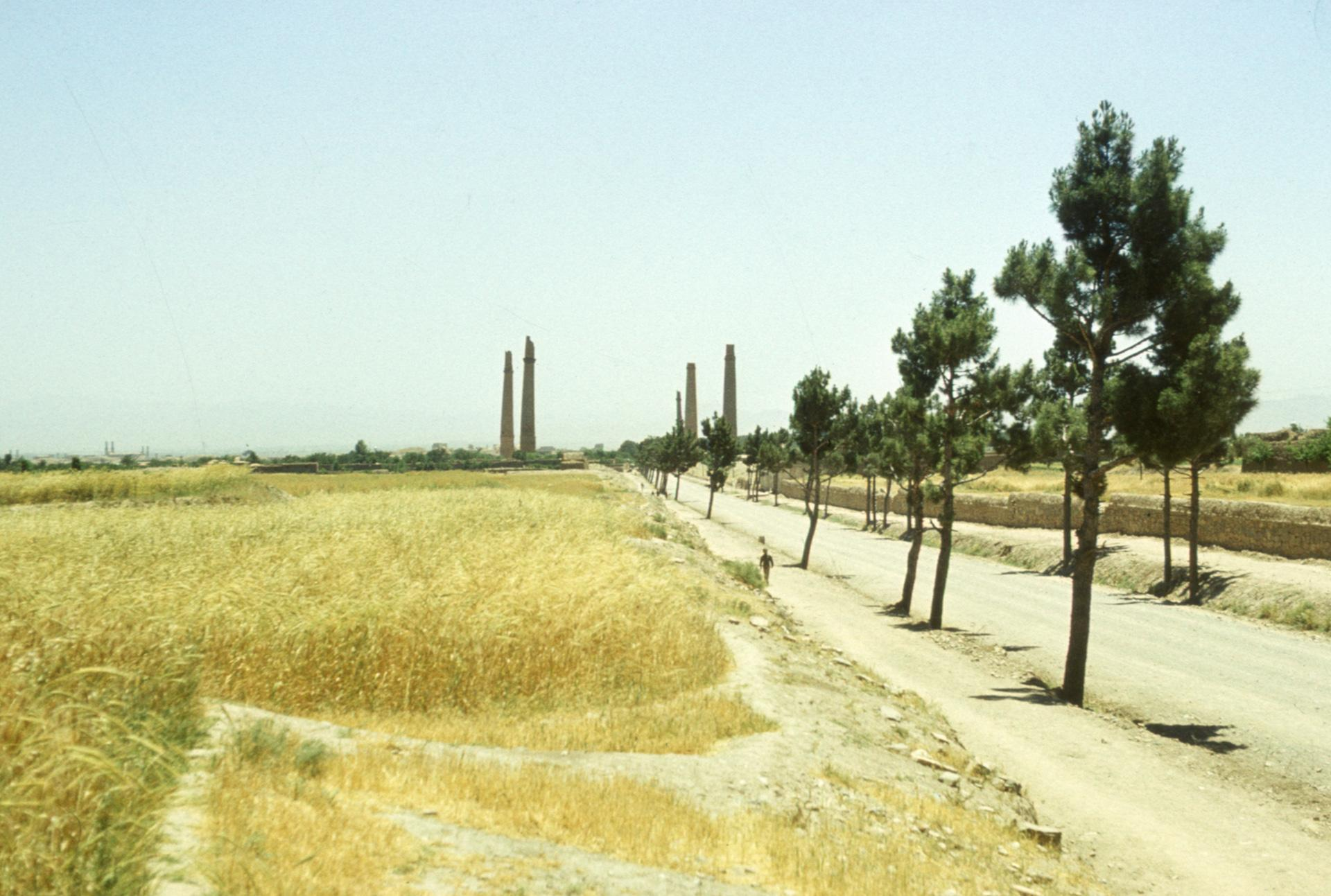
الموقع في عام 1975.
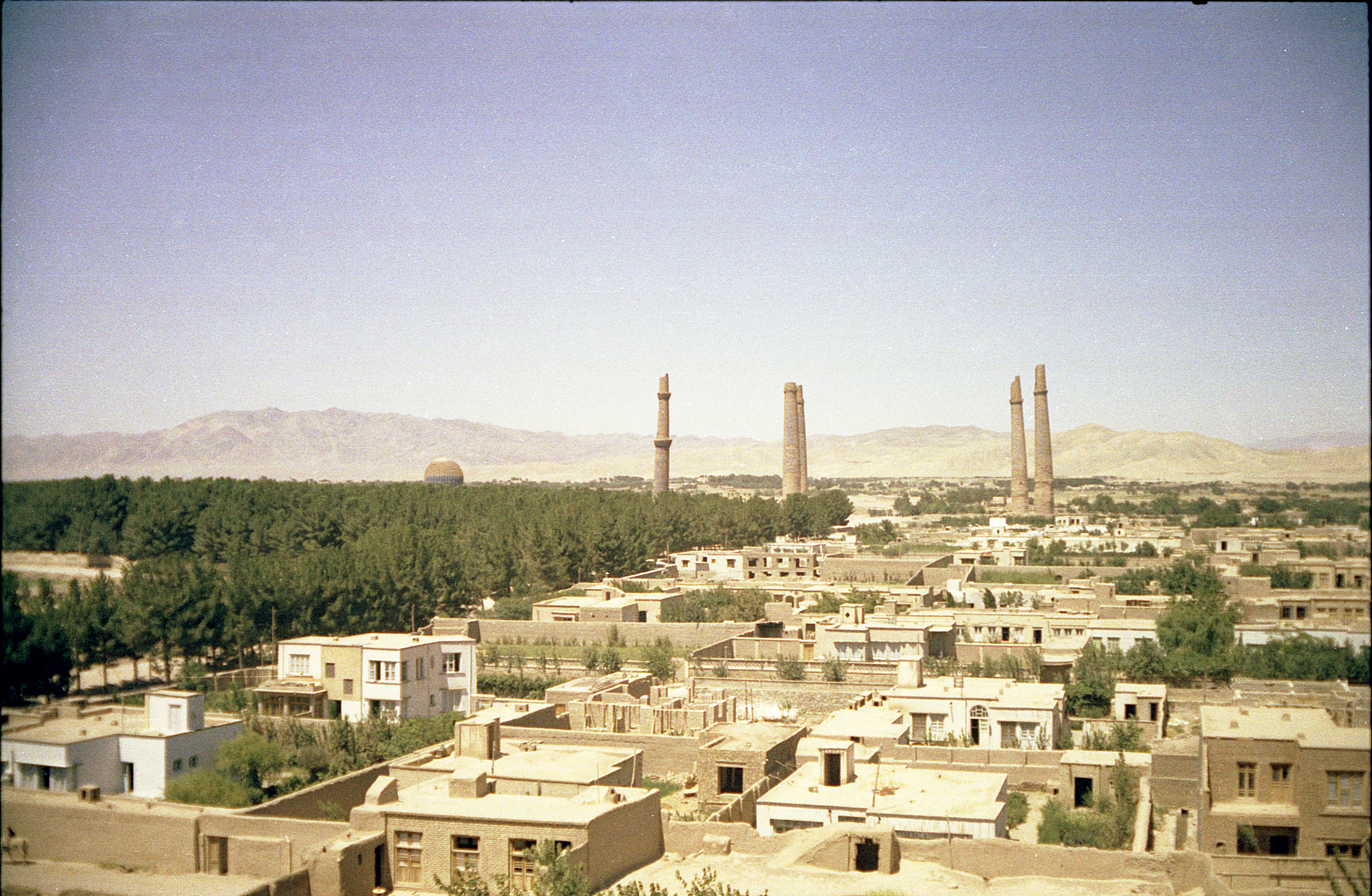
أفق هيرات مع مآذن المصلح في عام 1969.
أفق هيرات مع مآذن المصلح في عام 2009.